# Shahed 285
L'HESA Shahed 285 (Persan: شاهد ۲۸۵) est un hélicoptère d'attaque et de reconnaissance iranien. Il a effectué son premier vol en 2009 et a été décliné en deux versions: attaque au sol/reconnaissance et patrouille maritime/attaque anti-navire.
Le Shaded 285 équipe le corps des Gardiens de la révolution islamique.

## Caractéristiques et développement
Le Shahed 285 est une évolution locale de l'hélicoptère américain Bell 206 Ranger (le pays avait acheté plusieurs exemplaires du Bell 206 avant la révolution de 1979). Par la suite plusieurs versions locales ont été développées, comme le Panha Shabaviz 2061. Mais le développement du Shahed 285 comme une hélicoptère multi-rôle légèrement blindé et avec des capacités d'attaque et d'autodéfense commença dans la deuxième moitié des années 2000. La grande particularité des cet hélicoptère est qu'il est piloté par un seul pilote ; à part le Kamov Ka-50 il n'y a quasiment aucun hélicoptère militaire qui ne fait appel qu'à un seul pilote. Cette conception peut représenter beaucoup de défauts car elle oblige le pilote à se concentrer à la fois sur les commandes de vol et les systèmes d'armement.
L'appareil a été conçu pour effectuer plusieurs types de missions, principalement des missions ISTAR mais également des missions d'appui aérien rapproché et d'attaques au sol. La variante AH-85C devrait elle principalement faire de la patrouille maritime ainsi que des missions anti-navires.
Il ne dispose que de deux points d'emports et une mitrailleuse légère fixe est installée sur le nez du Shahed 285. Sur les versions les plus récentes, une mitrailleuse de 12,7 mm a été installée à la place du PTKM. Un seul moteur de la gamme Allison 250-C20B est installé ; le fait qu'il n'y ait qu'un seul moteur permet de grandement réduire les coûts et la complexité de la maintenance.

## Variantes
- AH-85A : Version terrestre. 
  - Armé de 14 roquettes de 70 mm et d'une mitrailleuse légère PKMT de 7,62 mm. Il est aussi doté d'une caméra EO/IR. Il pourrait également emporter des ATGM.
- AH-85C : Version navale 
  - Équipé d'un radar sur le nez de l'appareil (qui remplace la mitrailleuse de la version terrestre) permettant de suivre les navires ennemis. Sa portée est estimée entre 30–40 km . Son armement est de deux Kowsar ou 8 missiles anti-navires Sadid-1.